# Lijst van beelden in Gorinchem
Dit is een (onvolledige) lijst van beelden in Gorinchem. Onder een beeld wordt hier verstaan elk driedimensionaal kunstwerk in de openbare ruimte van de Nederlandse gemeente Gorinchem, waarbij beeld wordt gebruikt als verzamelbegrip voor sculpturen, standbeelden, installaties, gedenktekens en overige beeldhouwwerken.
| Geplaatst   | Omschrijving                                          | Kunstenaar                         | Straat                                                       | Plaats    | Materiaal | Afbeelding |
| ----------- | ----------------------------------------------------- | ---------------------------------- | ------------------------------------------------------------ | --------- | --------- | ---------- |
| 1898        | Wilhelminafontein                                     | onbekend                           | Grote Markt                                                  | Gorinchem |           |            |
| 1951        | Monument in het Wilhelminapark                        | Irma van Rappard-von Maubeuge      | Wilhelminapark, bij Veerweg                                  | Gorinchem | brons     |            |
| 1955        | Uil                                                   | Marcus Ravenswaaij                 | Oude Hoven                                                   | Gorinchem |           |            |
| 1955        | Diogenes op de ton                                    | Marcus Ravenswaaij                 | Vroedschapstraat / Rakkerstraat                              | Gorinchem |           |            |
| 1957        | Maria Sibylla Merian                                  | Marcus Ravenswaaij                 | Kon. Wilhelminalaan 2                                        | Gorinchem |           |            |
| 1957        | Winkelende vrouw                                      | Marcus Ravenswaaij                 | Kon. Wilhelminalaan/ Antoniostraat                           | Gorinchem | Beton     |            |
| 1959        | Zaaier                                                | Toon Hendriksen                    | Merwedekanaal 8                                              | Gorinchem |           |            |
| 1959        | St. Joris en de draak                                 | Marcus Ravenswaaij                 | St.Jorisplein                                                | Gorinchem |           |            |
| 1962        | Bliekenfontein                                        | Marcus Ravenswaaij                 | Paddemoes                                                    | Gorinchem |           |            |
| 1962        | Moeder met kinderen                                   | Marcus Ravenswaaij                 | Banneweg 57                                                  | Gorinchem |           |            |
| 1963        | Meester met leerling                                  | Aart van Bennekum                  | Vries Robbéweg 27                                            | Gorinchem |           |            |
| 1965        | Moeder met kind                                       | Jan van Munster                    | De Ruyterstraat                                              | Gorinchem |           |            |
| 1965        | Twee honden                                           | Gerda van den Bosch                | Gijsbert van Andelpark                                       | Gorinchem |           |            |
| 1965        | Zwanen                                                | Leo Geurtjens                      | Gildenweg 4                                                  | Gorinchem |           |            |
| 1966        | Madonna met kind                                      | Marcus Ravenswaaij                 | Wijnkoperstraat 6                                            | Gorinchem |           |            |
| 1967        | Dobbers                                               | Jan van Munster                    | Paardenwater                                                 | Gorinchem |           |            |
| 1968        | Sint Maarten                                          | Marcus Ravenswaaij                 | Wijnkoperstraat 2                                            | Gorinchem |           |            |
| 1969        | Doorlopende vorm                                      | Yvonne Kracht                      | Hoofdwal/Glacis                                              | Gorinchem |           |            |
| 1973        | Wachtende hond                                        | Gerda van den Bosch                | Stationsplein                                                | Gorinchem |           |            |
| 1973        | Kubusstructuur                                        | Ewerdt Hilgemann                   | Stationsweg                                                  | Gorinchem |           |            |
| 1974        | Symposion beeld                                       | Ad Dekkers                         | Kalkhaven                                                    | Gorinchem |           |            |
| 1974        | Gestructureerde ruimte                                | Ad de Keijzer                      | Buiten de Waterpoort                                         | Gorinchem |           |            |
| 1974        | Meditatiesteen                                        | Karl Prantl                        | Wilhelminapark                                               | Gorinchem |           |            |
| 1974        | Integrerende structuur                                | Herman de Vries                    | Kalkhaven                                                    | Gorinchem |           |            |
| 1974        | Appel                                                 | Kees Franse                        | Banneweg                                                     | Gorinchem |           |            |
| 1974        | Drie gelijke volumes                                  | Ewerdt Hilgemann                   | Lange Brug                                                   | Gorinchem |           |            |
| 1974        | Geometrie in het landschap                            | Ryszard Winiarski                  | Kriekenmarkt                                                 | Gorinchem |           |            |
| 1974        | Systematische structuur                               | Arie Brinkman & Paul van de Vliet  | Stationsweg                                                  | Gorinchem |           |            |
| 1974        | Verschoven structuur                                  | François Morellet                  | Banneweg 45 - 111                                            | Gorinchem |           |            |
| 1974        | Kubussen, random structure                            | Ryszard Winiarski                  | Banneweg                                                     | Gorinchem |           |            |
| 1978        | Kubusstructuur 1 + 2 = 3                              | Ewerdt Hilgemann                   | Stadswal bij Duivelsgracht                                   | Gorinchem |           |            |
| 1979        | Boogschutter                                          | Marcus Ravenswaaij                 | Pijlstraat                                                   | Gorinchem |           |            |
| 1982        | Kalkhavenproject                                      | Henk van Bennekum & Arie Brinkman  | Kalkhavenproject                                             | Gorinchem |           |            |
| 1982        | Zalmvisser                                            | Marcus Ravenswaaij                 | Stadswal Lombardstraat                                       | Gorinchem |           |            |
| 1984        | Grosses Schwarzes Kopfzeichen II                      | Rainer Kriester                    | Banneweg 57                                                  | Gorinchem |           |            |
| 1986        | Archaïsch Toekomstbeeld                               | Karin Dekker                       | Boerenstraat/ Schuttersgracht                                | Gorinchem |           |            |
| 1989        | Joods monument                                        | Ton Koops                          | Westwagenstraat / Melkpad                                    | Gorinchem |           |            |
| 1990        | Phyllotaxis I en Phyllotaxis II                       | Sjoerd Buisman                     | Bachlaan/ Componistenstraat                                  | Gorinchem |           |            |
| 1991        | In de zon                                             | Ton Koops                          | Havendijk bij Korenbrug                                      | Gorinchem |           |            |
| 1991        | Zwerfkei Plusminus                                    | Ewerdt Hilgemann & Jan van Munster | Wilhelminapark                                               | Gorinchem |           |            |
| 1992        | Zonder titel                                          | Frank Nix                          | Banneweg 57                                                  | Gorinchem |           |            |
| 1995        | Luchtkasteel en Raadsheren                            | Eric Claus                         | Stadhuisplein                                                | Gorinchem |           |            |
| 1995        | Ontmoeting                                            | Sigurdur Gudmundsson               | Braakplein / H.Marsmanplein                                  | Gorinchem |           |            |
| 1996        | Crescendo                                             | Henk van Bennekum                  | Vries Robbéweg 27                                            | Gorinchem |           |            |
| 1996        | Lokroep                                               | Rob Logister                       | Vries Robbéweg 27                                            | Gorinchem |           |            |
| 1996        | Maria met kind                                        | onbekend                           | Wijnkoperstraat 2                                            | Gorinchem |           |            |
| 1998        | Een plus een is twee                                  | Diet Wiegman                       | Gildenweg 4                                                  | Gorinchem |           |            |
| 1998        | IJzeren lelie                                         | Rob Logister                       | Vries Robbéweg 33                                            | Gorinchem |           |            |
| 1998        | Hendrick Hamel                                        | Jaap Hartman                       | Havendijk bij Korenbrug                                      | Gorinchem |           |            |
| 1999        | De wachters                                           | Jos van Dormolen                   | Volksweerbaarheid                                            | Gorinchem |           |            |
| 1999        | Monument voor gevallenen Nederlands-Indië             | Marcus Ravenswaaij                 | Paardenwater                                                 | Gorinchem |           |            |
| 1999        | Bruidspaar met Cupido, Putty en Vergane glorie        | Rob van der Ven                    | Grote Markt 17                                               | Gorinchem |           |            |
| 2004        | Hondenallegorie                                       | Erik Buijs                         | Dalemwal/ Dalemsedijk                                        | Gorinchem |           |            |
| 2004        | Simeon                                                | Erik Buijs                         | Buiten de waterpoort                                         | Gorinchem |           |            |
| 2004        | De melkschuit                                         | Elly Veelenturf                    | Melkstraat                                                   | Gorinchem |           |            |
| 2005        | Brainwave                                             | Jan van Munster                    | Duivelsgracht                                                | Gorinchem |           |            |
| 2005        | Energiecirkel                                         | Jan van Munster                    | Stadhuisplein 70                                             | Gorinchem |           |            |
| 2010        | Plaquette ter nagedachtenis aan Willem De Vries Robbé |                                    | Willem de Vries Robbeweg bij 43/ Elsje van Houweningestraat) | Gorinchem |           |            |
| 2011 (1985) | Stadspoort                                            | Henk van Bennekum                  | Banneweg                                                     | Gorinchem |           |            |
| 2015        | Dol hareubang                                         |                                    | Voor de voormalige Waterpoort                                | Gorinchem |           |            |
|             | Heilig Hartbeeld                                      | onbekend                           | Wijnkoperstraat 4                                            | Gorinchem |           |            |
|             | onbekend                                              | Gerard Höweler                     | Schepenstraat                                                | Gorinchem |           |            |
|             | Reliëf                                                |                                    | De Ruyterstraat                                              | Gorinchem |           |            |